# Portugal no Campeonato do Mundo de Futebol de 2014
A seleção nacional de futebol foi uma das 32 seleções que participaram da Copa do Mundo de 2014. Foi a sua sexta participação nos campeonatos mundiais e quarto consecutivo desde Copa do Mundo FIFA de 2002.

## Qualificação
Portugal viu-se no Grupo F das eliminatórias da Europa para a Copa do Mundo FIFA de 2014. As outras equipas do grupo foram Rússia, Israel, Irlanda do Norte, Azerbaijão e Luxemburgo.
Apesar dos adversários aparentemente acessíveis, a tarefa não foi fácil, tendo a equipa portuguesa cedido preciosos pontos contra a Irlanda do Norte (1-1 no Estádio do Dragão) e Israel (empate 3-3 em Telavive com golo de Fábio Coentrão aos 93', empate em Alvalade por 1-1). Os resultados ditaram que, pela terceira vez, Portugal disputasse um playoff de acesso à competição.
O adversário que calhou em sorte a Portugal foi a Suécia. No Estádio da Luz, Portugal viu-se em grandes dificuldades para vencer a equipa nórdica, acabando Cristiano Ronaldo por resolver a partida, marcando um golo de cabeça aos 82'. Na Suécia, todos os resultados estavam em aberto, com a equipa da casa obrigada a marcar 2 golos de diferença para se apurar. O marcador foi inaugurado de novo por Cristiano Ronaldo, no início da segunda parte, mas o génio de Ibrahimovic tinha ainda uma palavra a dizer. Em 4 minutos o craque sueco marcou dois golos, colocando o Brasil à distância de um golo para os suecos e o risco para Portugal de "morrer na praia". Mas esta era a noite de Cristiano Ronaldo. Dois passes "de morte" de Moutinho e Hugo Almeida, aliados a dois sprints fenomenais do jogador português enviaram a bola para o fundo das redes, para euforia dos adeptos lusos e desespero dos nórdicos.
A 5 de março a Seleção jogou o seu último jogo de preparação antes da convocatória para o Mundial contra a equipa dos Camarões. Apesar de algumas dificuldades iniciais, o marcador foi inaugurado por Cristiano Ronaldo aos 21 minutos, que com este golo entrou para a história, quebrando o recorde de golos pela seleção, que pertencia a Pauleta. A equipa africana ainda empatou antes do intervalo, mas uma segunda parte com muita classe viu o resultado avolumar-se para 5-1, com mais um golo de Ronaldo, para além dos tentos de Raúl Meireles, Coentrão e Edinho.
Depois de anunciados os 23 convocados para o Mundial 2014 no Brasil, a seleção realizou três jogos de preparação, contra Grécia, México e República da Irlanda. O primeiro jogo, frente à formação grega treinada pelo português Fernando Santos, ocorreu no Estádio Nacional do Jamor e terminou a 0-0, sendo a despedida da Seleção Portuguesa aos seus adeptos antes de partir para os Estados Unido, onde se realizaram os restantes jogos. No segundo encontro, disputado no Gillette Stadium, os lusos venceram a Seleção do México por 1-0 com um golo de Bruno Alves aos 93 minutos. Com este tento, o jogador passou a ser o defesa mais goleador da história da seleção das quinas. O último jogo de preparação foi disputado a 10 de Junho no Metlife Stadium em Nova Iorque, onde Portugal goleou a República da Irlanda por uns expressivos 5-1, com golos de Hugo Almeida (que bisou), Coentrão, Vieirinha e um auto-golo de Richard Keogh.

## Fase Final
O primeiro jogo da Seleção no Mundial foi disputado a 16 de Junho contra a Alemanha, na Arena Fonte Nova, em Salvador da Bahia, sob humidade e calor muito intensos. Apesar da noção geral de que a equipa germânica era um dos candidatos mais fortes a sagrar-se campeão, o resultado foi, ainda assim, pesado: a equipa nacional perdeu 4-0, incluindo um hat trick de Müller e uma expulsão de Pepe ainda na primeira parte. Fábio Coentrão e Hugo Almeida saíram lesionados, tendo o primeiro ficado afastado do resto do torneio. Na sequência do jogo, também Rui Patrício anunciou uma lesão muscular, falhando os dois encontros seguintes.
A 22 de Junho, na Arena Amazónia em Manaus, Portugal disputou o segundo jogo contra os EUA. A equipa começou bem, com Nani a marcar o 1-0 aos 5 minutos, no entanto, os EUA dariam a volta ao marcador, por Dempsey e Jones, aos 64' e aos 81'. Aos 94 minutos e na última jogada de ataque, Varela rematou forte de cabeça para o fundo das redes, após um excelente cruzamento de Cristiano Ronaldo. Com o resultado final de 2-2, Portugal não só impediu a qualificação dos EUA como também se manteve vivo na busca da qualificação aos oitavos de final, precisando porém de ganhar ao Gana com uma diferença de golos superior à dos EUA. O decorrer do jogo engrossou a já grande lista de lesões: Hélder Postiga teve de sair logo aos 10' e André Almeida foi substituído ao intervalo. No fim do jogo e após outro resultado pouco positivo, a comunicação social inquiriu Paulo Bento, que assegurou que iria continuar no cargo, e Cristiano Ronaldo admitiu à comunicação social que Portugal não era um seleção de topo e que nunca tinha tido a ilusão de ver Portugal sagrar-se campeão do mundo.
O último jogo de Portugal no Mundial foi disputado no dia 26 de Junho, no Estádio Nacional, em Brasília. Portugal estava obrigado a vencer e a anular a diferença de 5 golos que tinha para a seleção dos EUA, que jogou em simultâneo contra a Alemanha na Arena de Pernambuco, em Recife. Paulo Bento reformulou o meio campo, colocando Rúben Amorim e William Carvalho na equipa titular. Mesmo tendo demonstrado uma intensidade de jogo muito maior, Portugal desperdiçou várias oportunidades para inaugurar o marcador, incluindo uma bola na trave logo no início do jogo. Aos 30', Boyemarcou um auto-golo, colocando Portugal na frente. Gyan empatou aos 57'. Cristiano Ronaldo acabaria por marcar o golo da vitória aos 80', o seu 50º com a camisola das quinas, passando também a ser o primeiro português a marcar em três campeonatos mundiais consecutivos. Mas sem efeito prático - Portugal acabou na mesma por ser eliminado da competição.
Como consequência deste resultado, muito aquém das expectativas após a boa prestação no Euro 2012, a Federação Portuguesa de Futebol substituiu o departamento médico devido às numerosas lesões, mas reafirmou a sua confiança em Paulo Bento, com quem renovara contrato antes da partida para o Brasil.

## Classificação

### Grupo F
| Pos | Equipe           | Pts | J  | V | E | D | GP | GC | SG  | Classificado                              |  | RUS | POR | ISR | AZE | NIR | LUX |
| --- | ---------------- | --- | -- | - | - | - | -- | -- | --- | ----------------------------------------- |  | --- | --- | --- | --- | --- | --- |
| 1   | Rússia           | 22  | 10 | 7 | 1 | 2 | 20 | 5  | +15 | qualificadas para a Copa do Mundo de 2014 |  | —   | 1–0 | 3–1 | 1–0 | 2–0 | 4–1 |
| 2   | Portugal         | 21  | 10 | 6 | 3 | 1 | 20 | 9  | +11 | qualificadas para a segunda fase          |  | 1–0 | —   | 1–1 | 3–0 | 1–1 | 3–0 |
| 3   | Israel           | 14  | 10 | 3 | 5 | 2 | 19 | 14 | +5  | Eliminado                                 |  | 0–4 | 3–3 | —   | 1–1 | 1–1 | 3–0 |
| 4   | Azerbaijão       | 9   | 10 | 1 | 6 | 3 | 7  | 11 | −4  | Eliminado                                 |  | 1–1 | 0–2 | 1–1 | —   | 2–0 | 1–1 |
| 5   | Irlanda do Norte | 7   | 10 | 1 | 4 | 5 | 9  | 17 | −8  | Eliminado                                 |  | 1–0 | 2–4 | 0–2 | 1–1 | —   | 1–1 |
| 6   | Luxemburgo       | 6   | 10 | 1 | 3 | 6 | 7  | 26 | −19 | Eliminado                                 |  | 0–4 | 1–2 | 0–6 | 0–0 | 3–2 | —   |

## Repescagem
O sorteio que determinou os confrontos e a ordem das partidas foi realizado em 21 de outubro de 2013 na sede da Federação Internacional de Futebol. As oito seleções foram divididas nos potes conforme o Ranking Mundial da FIFA de outubro de 2013.
| Pote 1          | Pote 2        |
| --------------- | ------------- |
| - Portugal (19) | - Suécia (51) |

## Resultados
| 15 de novembro de 2013 | Portugal              | 1 – 0     | Suécia | Estádio da Luz, Lisboa                      |
| 19:45 (UTC+0)          | Cristiano Ronaldo 82' | Relatório |        | Público: 61 467 Árbitro: ITA Nicola Rizzoli |

| 19 de novembro de 2013 | Suécia               | 2 – 3     | Portugal                        | Friends Arena, Solna                     |
| 20:45 (UTC+1)          | Ibrahimović 68', 72' | Relatório | Cristiano Ronaldo 50', 77', 79' | Público: 49 766 Árbitro: ENG Howard Webb |

### Goleadores
| Jogador           |   | PJ |
| ----------------- | - | -- |
| Cristiano Ronaldo | 8 | 10 |
| Hélder Postiga    | 6 | 10 |
| Bruno Alves       | 4 | 10 |
| Silvestre Varela  | 2 | 7  |
| Ricardo Costa     | 1 | 3  |
| Hugo Almeida      | 1 | 6  |
| Nani              | 1 | 10 |
| Fábio Coentrão    | 1 | 10 |

## Preparação

### Base
O 17 de dezembro de 2013 a Federação Portuguesa de Futebol (FPF) anunciou a eleição da cidade de Campinas como sede do acampamento baseie da delegação lusa durante o mundial, a eleição da cidade paulista, que se impôs a outras 26 cidades visitadas por dirigentes da FFF, se deveu em grande parte a que o Aeroporto Internacional de Campinas se encontra dentro de sua jurisdição; pelo que, sendo Portugal a quinta equipa que mais viajará na primeira fase, precisava um lugar que este o mais próximo possível a um Aeroporto que lhe permita viajar em voos chárter às cidades onde jogue seus primeiros partidos.
Para os treinamentos abertos a selecção portuguesa fará uso do Estádio Moisés Lucarelli e as actividades privadas no Centro de Treinamento Jardim Eulina, ambos propriedade do clube Te põe Preta. A hospedagem da delegação européia será no Hotel Royal Palm Praça Resort localizado a 17 quilómetros do Aeroporto de Viracopos e muito próximo do local de treinamentos.

### Amistosos prévios
| 31 de maio | Portugal | 0 – 0 | Grécia | Nacional do Jamor, Lisboa |
|            |          |       |        |                           |

| Portugal | Grécia |

| 6 de junho | Portugal          | 1 – 0 | México | Gillette Stadium, Foxborough |
|            | Bruno Alves 90+2' |       |        |                              |

| Portugal | México |

| 10 de junho | Portugal                                                       | 5 – 1 | Irlanda     | MetLife Stadium, Nova York |
|             | Hugo Almeida 2' 37' · Keogh 20' · Vieirinha 70' · Coentrão 83' |       | McClean 52' |                            |

| Portugal | Irlanda |

## Lista de jogadores
- A cada selecção classificada ao mundial deve enviar à FIFA uma lista com um máximo de 30 jogadores convocados ao menos 30 dias dantes da hora de início do partido inaugural. Depois dever-se-á reduzir a lista a 23 jogadores, que incluirá a três goleiros, e será enviada à FIFA ao menos dez dias dantes do partido inaugural.

O 13 de maio de 2014 o treinador da selecção portuguesa Paulo Bento apresentou a lista preliminar de 30 jogadores que enviou à FIFA. Depois, o 19 de maio, Bento reduziu o número de convocados e anunciou a nómina definitiva de 23 jogadores. O 24 de maio a Federação Portuguesa de Futebol determinou a numeração dos jogadores.
| #     | Nome              | Posição       | Idade       | PJ Sel      | G           | Clube                      |
| ----- | ----------------- | ------------- | ----------- | ----------- | ----------- | -------------------------- |
| 1     | Eduardo           | Goleiro       | -           | -           | -           | Braga                      |
| 2     | Bruno Alves       | Defensor      | -           | -           | -           | Fenerbahçe                 |
| 3     | Pepe              | Defensor      | -           | -           | -           | Real Madrid                |
| 4     | Miguel Veloso     | Meio-campista | -           | -           | -           | Dínamo de Kiev             |
| 5     | Fábio Coentrão    | Defensor      | -           | -           | -           | Real Madrid                |
| 6     | William Carvalho  | Meio-campista | -           | -           | -           | Sporting Clube de Portugal |
| 7     | Cristiano Ronaldo | Atacante      | -           | -           | -           | Real Madrid                |
| 8     | João Moutinho     | Meio-campista | -           | -           | -           | Monaco                     |
| 9     | Hugo Almeida      | Atacante      | -           | -           | -           | Beşiktaş                   |
| 10    | Vieirinha         | Atacante      | -           | -           | -           | Wolfsburg                  |
| 11    | Éder              | Atacante      | -           | -           | -           | Braga                      |
| 12    | Rui Patrício      | Goleiro       | -           | -           | -           | Sporting Clube de Portugal |
| 13    | Ricardo Costa     | Defensor      | -           | -           | -           | Valencia                   |
| 14    | Neto              | Defensor      | -           | -           | -           | Zenit                      |
| 15    | Rafa              | Meio-campista | -           | -           | -           | Braga                      |
| 16    | Raul Meireles     | Meio-campista | -           | -           | -           | Fenerbahçe                 |
| 17    | Nani              | Atacante      | -           | -           | -           | Manchester United          |
| 18    | Silvestre Varela  | Atacante      | -           | -           | -           | Porto                      |
| 19    | André Almeida     | Defensor      | -           | -           | -           | Benfica                    |
| 20    | Ruben Amorim      | Meio-campista | -           | -           | -           | Benfica                    |
| 21    | João Pereira      | Defensor      | -           | -           | -           | Valencia                   |
| 22    | Beto              | Goleiro       | -           | -           | -           | Sevilla                    |
| 23    | Hélder Postiga    | Atacante      | -           | -           | -           | Lazio                      |
| D. T. | Paulo Bento       | Paulo Bento   | Paulo Bento | Paulo Bento | Paulo Bento | Paulo Bento                |

Os seguintes jogadores fizeram parte da lista preliminar de 30 mas foram descartados pelo técnico Paulo Bento ao momento de elaborar a lista definitiva de 23.
| Nome             | Posição       | Idade | PJ Sel | G | Clube              |
| ---------------- | ------------- | ----- | ------ | - | ------------------ |
| Anthony Lopes    | Goleiro       | -     | -      | - | Lyon               |
| Antunes          | Defensor      | -     | -      | - | Málaga             |
| Rolando          | Defensor      | -     | -      | - | Inter de Milão     |
| André Gomes      | Meio-campista | -     | -      | - | Benfica            |
| João Mário       | Meio-campista | -     | -      | - | Vitória de Setúbal |
| Ivan Cavaleiro   | Atacante      | -     | -      | - | Benfica            |
| Ricardo Quaresma | Atacante      | -     | -      | - | Porto              |

## Participação
O Grupo G da Copa do Mundo FIFA de 2014 consiste nas seleções: Alemanha, Portugal, Gana e Estados Unidos.

### Encontros anteriores em Copas do Mundo
- Alemanha x Portugal:[12]
  - 2006, Disputa terceiro lugar: Alemanha 3–1 Portugal

- Estados Unidos x Portugal:[13]
  - 2002, Fase de grupos: Estados Unidos 3–2 Portugal

- Portugal x Gana: Nenhum encontro[14]

## Classificação
| Pos | Equipe         | Pts | J | V | E | D | GP | GC | SG | Classificado      |
| --- | -------------- | --- | - | - | - | - | -- | -- | -- | ----------------- |
| 1   | Alemanha       | 7   | 3 | 2 | 1 | 0 | 7  | 2  | +5 | Fase eliminatória |
| 2   | Estados Unidos | 4   | 3 | 1 | 1 | 1 | 4  | 4  | 0  | Fase eliminatória |
| 3   | Portugal       | 4   | 3 | 1 | 1 | 1 | 4  | 7  | −3 | Eliminado         |
| 4   | Gana           | 1   | 3 | 0 | 1 | 2 | 4  | 6  | −2 | Eliminado         |

### Alemanha x Portugal
| 16 de junho   | Alemanha                                   | 4 – 0     | Portugal | Arena Fonte Nova, Salvador                 |
| 13:00 (UTC−3) | Müller 12' (pen), 45+1', 78' · Hummels 32' | Relatório |          | Público: 51 081 Árbitro: SRB Milorad Mažić |

| Alemanha | Portugal |

| ALEMANHA:      |    |                  |  |     |
|                |    |                  |  |     |
| GR             | 1  | Manuel Neuer     |  |     |
| LD             | 20 | Jérôme Boateng   |  |     |
| ZA             | 17 | Per Mertesacker  |  |     |
| ZA             | 5  | Mats Hummels     |  | 73' |
| LE             | 4  | Benedikt Höwedes |  |     |
| VO             | 6  | Sami Khedira     |  |     |
| VO             | 18 | Toni Kroos       |  |     |
| VO             | 16 | Philipp Lahm     |  |     |
| AT             | 19 | Mario Götze      |  |     |
| AT             | 8  | Mesut Özil       |  | 63' |
| AT             | 13 | Thomas Müller    |  | 82' |
| Substituições: |    |                  |  |     |
| MC             | 9  | André Schürrle   |  | 63' |
| ZA             | 21 | Shkodran Mustafi |  | 73' |
| MC             | 10 | Lukas Podolski   |  | 82' |
| Treinador:     |    |                  |  |     |
| Joachim Löw    |    |                  |  |     |

| PORTUGAL:      |    |                   |     |     |
|                |    |                   |     |     |
| GR             | 12 | Rui Patrício      |     |     |
| LD             | 21 | João Pereira      | 10' |     |
| ZA             | 3  | Pepe              | 36' |     |
| ZA             | 2  | Bruno Alves       |     |     |
| LE             | 5  | Fábio Coentrão    |     | 65' |
| VO             | 4  | Miguel Veloso     |     | 46' |
| MC             | 8  | João Moutinho     |     |     |
| MC             | 16 | Raul Meireles     |     |     |
| MC             | 17 | Nani              |     |     |
| AT             | 9  | Hugo Almeida      |     | 26' |
| AT             | 7  | Cristiano Ronaldo |     |     |
| Substituições: |    |                   |     |     |
| AT             | 11 | Éder              |     | 26' |
| ZA             | 13 | Ricardo Costa     |     | 46' |
| ZA             | 19 | André Almeida     |     | 65' |
| Treinador:     |    |                   |     |     |
| Paulo Bento    |    |                   |     |     |

| Homem do Jogo: Thomas Müller (Alemanha) Bandeirinhas: Milovan Ristić Dalibor Đurđević Quarto árbitro: Néant Alioum Quinto árbitro: Djibril Camara |

### Estados Unidos x Portugal
| 22 de junho   | Estados Unidos          | 2 – 2     | Portugal               | Arena da Amazônia, Manaus                  |
| 18:00 (UTC−4) | Jones 64' · Dempsey 81' | Relatório | Nani 5' · Varela 90+5' | Público: 40 123 Árbitro: ARG Néstor Pitana |

| EUA | Portugal |

| ESTADOS UNIDOS:  |    |                   |     |       |
|                  |    |                   |     |       |
| GR               | 1  | Tim Howard        |     |       |
| LD               | 23 | Fabian Johnson    |     |       |
| ZA               | 20 | Geoff Cameron     |     |       |
| ZA               | 5  | Matt Besler       |     |       |
| LE               | 7  | DaMarcus Beasley  |     |       |
| MC               | 15 | Kyle Beckerman    |     |       |
| MC               | 13 | Jermaine Jones    | 75' |       |
| MD               | 11 | Alejandro Bedoya  |     | 72'   |
| MA               | 4  | Michael Bradley   |     |       |
| ME               | 19 | Graham Zusi       |     | 90+1' |
| AT               | 8  | Clint Dempsey     |     | 87'   |
| Substituições:   |    |                   |     |       |
| ZA               | 2  | DeAndre Yedlin    |     | 72'   |
| AT               | 18 | Chris Wondolowski |     | 87'   |
| ZA               | 3  | Omar Gonzalez     |     | 90+1' |
| Treinador:       |    |                   |     |       |
| Jürgen Klinsmann |    |                   |     |       |

| PORTUGAL:      |    |                   |  |     |
|                |    |                   |  |     |
| GR             | 22 | Beto              |  |     |
| LD             | 21 | João Pereira      |  |     |
| ZA             | 13 | Ricardo Costa     |  |     |
| ZA             | 2  | Bruno Alves       |  |     |
| LD             | 19 | André Almeida     |  | 46' |
| VO             | 4  | Miguel Veloso     |  |     |
| MC             | 8  | João Moutinho     |  |     |
| MC             | 16 | Raul Meireles     |  | 69' |
| AD             | 17 | Nani              |  |     |
| AE             | 7  | Cristiano Ronaldo |  |     |
| AT             | 23 | Hélder Postiga    |  | 16' |
| Substituições: |    |                   |  |     |
| AT             | 11 | Éder              |  | 16' |
| MC             | 6  | William Carvalho  |  | 46' |
| MC             | 18 | Silvestre Varela  |  | 69' |
| Treinador:     |    |                   |  |     |
| Paulo Bento    |    |                   |  |     |

| Homem do Jogo: Tim Howard (Estados Unidos) Bandeirinhas: Hernán Maidana Juan Pablo Belatti Quarto árbitro: Wálter López Quinto árbitro: Leonel Leal |

### Portugal x Gana
| 26 de junho   | Portugal                         | 2 – 1     | Gana        | Estádio Nacional de Brasília, Brasília       |
| 13:00 (UTC−3) | Boye 31' · Cristiano Ronaldo 80' | Relatório | A. Gyan 57' | Público: 67 540 Árbitro: BHR Nawaf Shukralla |

| Portugal | Gana |

| PORTUGAL:      |    |                   |       |     |
|                |    |                   |       |     |
| GR             | 22 | Beto              |       | 89' |
| LD             | 21 | João Pereira      |       | 61' |
| ZA             | 3  | Pepe              |       |     |
| ZA             | 2  | Bruno Alves       |       |     |
| LE             | 4  | Miguel Veloso     |       |     |
| VO             | 6  | William Carvalho  |       |     |
| MC             | 8  | João Moutinho     | 90+4' |     |
| MC             | 20 | Rúben Amorim      |       |     |
| MD             | 17 | Nani              |       |     |
| ME             | 7  | Cristiano Ronaldo |       |     |
| AT             | 23 | Éder              |       | 69' |
| Substituições: |    |                   |       |     |
| MC             | 18 | Silvestre Varela  |       | 61' |
| MC             | 10 | Vieirinha         |       | 69' |
| GR             | 1  | Eduardo           |       | 89' |
| Treinador:     |    |                   |       |     |
| Paulo Bento    |    |                   |       |     |

| GANA:              |    |                        |     |     |
|                    |    |                        |     |     |
| GR                 | 16 | Fatau Dauda            |     |     |
| LD                 | 23 | Harrison Afful         | 39' |     |
| ZA                 | 21 | John Boye              |     |     |
| ZA                 | 19 | Jonathan Mensah        |     |     |
| LE                 | 20 | Kwadwo Asamoah         |     |     |
| MC                 | 17 | Mohammed Rabiu         |     | 76' |
| MC                 | 8  | Emmanuel Agyemang-Badu |     |     |
| MD                 | 7  | Christian Atsu         |     |     |
| ME                 | 10 | André Ayew             |     | 81' |
| AT                 | 18 | Abdul Majeed Waris     | 55' | 71' |
| AT                 | 3  | Asamoah Gyan           |     |     |
| Substituições:     |    |                        |     |     |
| AT                 | 13 | Jordan Ayew            | 78' | 71' |
| MC                 | 6  | Afriyie Acquah         |     | 76' |
| MC                 | 22 | Wakaso Mubarak         |     | 81' |
| Treinador:         |    |                        |     |     |
| James Kwesi Appiah |    |                        |     |     |

| Homem do Jogo: Cristiano Ronaldo (Portugal) Bandeirinhas: Yaser Tulerat Ebrahim Saleh Quarto árbitro: Wilmar Roldán Quinto árbitro: Eduardo Díaz |

## Estatísticas

### Participação de jogadores
| #  | Pos | Jogador      | PJ (T/S) |      |    | Atalhos |   |   |   |
| -- | --- | ------------ | -------- | ---- | -- | ------- | - | - | - |
| 1  | GR  | Eduardo      | 1        | 1'   | 0  | 0       | 0 | 0 | 0 |
| 12 | GR  | Rui Patrício | 1        | 90'  | -4 | 0       | 0 | 0 | 0 |
| 22 | GR  | Beto         | 2        | 179' | -4 | 0       | 0 | 0 | 0 |

| #  | Pos | Jogador           | PJ (T/S) |       | ((P)) |   |   |   |   |
| -- | --- | ----------------- | -------- | ----- | ----- | - | - | - | - |
| 2  | DE  | Bruno Alves       | 3        | 270'  | 0     | 0 | 0 | 0 | 0 |
| 3  | DE  | Pepe              | 2        | 127'  | 0     | 0 | 0 | 0 | 1 |
| 4  | MC  | Miguel Veloso     | 3        | 226'  | 0     | 0 | 0 | 0 | 0 |
| 5  | DE  | Fábio Coentrão    | 1        | 65'   | 0     | 0 | 0 | 0 | 0 |
| 6  | MC  | William Carvalho  | 2        | 134'  | 0     | 0 | 0 | 0 | 0 |
| 7  | AT  | Cristiano Ronaldo | 3        | 270'  | 1     | 0 | 0 | 0 | 0 |
| 8  | MC  | João Moutinho     | 3        | 270'  | 0     | 0 | 1 | 0 | 0 |
| 9  | AT  | Hugo Almeida      | 1        | 28'   | 0     | 0 | 0 | 0 | 0 |
| 10 | AT  | Vieirinha         | 1        | 21'   | 0     | 0 | 0 | 0 | 0 |
| 11 | AT  | Éder              | 3        | 207'  | 0     | 0 | 0 | 0 | 0 |
| 13 | DE  | Ricardo Costa     | 2        | 136   | 0     | 0 | 0 | 0 | 0 |
| 14 | DE  | Neto              | 0        | 0     | 0     | 0 | 0 | 0 | 0 |
| 15 | MC  | Rafa              | 0        | 0     | 0     | 0 | 0 | 0 | 0 |
| 16 | MC  | Raul Meireles     | 2        | 159'  | 0     | 0 | 0 | 0 | 0 |
| 17 | AT  | Nani              | 3        | 270'  | 1     | 0 | 0 | 0 | 0 |
| 18 | AT  | Silvestre Varela  | 2        | 119'  | 1     | 0 | 0 | 0 | 0 |
| 19 | DE  | André Almeida     | 2        | 71'   | 0     | 0 | 0 | 0 | 0 |
| 20 | MC  | Rúben Amorim      | 1        | 90'   | 0     | 0 | 0 | 0 | 0 |
| 21 | DE  | João Pereira      | 3        | -241' | 0     | 0 | 1 | 0 | 0 |
| 23 | AT  | Hélder Postiga    | 1        | 16'   | 0     | 0 | 0 | 0 | 0 |